# Microgaster tortricis
Microgaster tortricis är en stekelart som först beskrevs av Franz Paula von Schrank 1781.  Microgaster tortricis ingår i släktet Microgaster och familjen bracksteklar. Inga underarter finns listade i Catalogue of Life.